# Khuzestan
Khuzestan of Khoezistan of Choezistan (Perzisch: استان خوزستان,Ostān-e Khūzestān) is een van de 31 provincies van Iran. De provincie is gelegen in het zuidwesten van het land en grenst aan Irak. De oppervlakte beslaat 64.000 km² en is veelal bergachtig, vooral in het westen. De hoofdstad van deze provincie is Ahvaz.
Andere steden zijn:
- Behbahan
- Abadan
- Andimeshk
- Koramsjar
- Bandar Imam (Bandar Shahpur)
- Bazoft (Historisch, door provinciegrenswijzigingen nu in Chahar Mahaal en Bakhtiari gelegen)
- Dezful
- Shushtar
- Omidiyeh
- Izeh
- Baq-e-Malek
- Mah Shahr
- Dasht-e-Azadegan
- Ramhormoz
- Shadegan
- Susa
- Masjed Imam Soleiman (vaak afgekort als MIS)
- Minoo Island (Minoo-eiland)
- Hoveizeh

De bevolking van Khūzestān bestaat over het algemeen uit een minderheidsgroep, de Khuzestanen. Zij voelen zich meer Khuzestaan dan Iraniër en hebben een sterk zelfstandigheidsgevoel. Hun afwijkende cultuur toont zich in onder andere hun onderscheidende kledingstijl - vergeleken met de algemene dracht in Iran kleurrijker bij vrouwen. 
Alborz · Ardebil · Oost-Azerbeidzjan · West-Azerbeidzjan · Bushehr · Chahar Mahaal en Bakhtiari · Fars · Gilan · Golestan · Hamadan · Hormozgan · Ilam · Isfahan · Kerman · Kermanshah · Noord-Khorasan · Razavi-Khorasan · Zuid-Khorasan · Khoezistan · Kohgiluyeh en Boyer Ahmad · Kordestan · Lorestan · Markazi · Mazandaran · Qazvin · Qom · Semnan · Sistan en Beloetsjistan · Teheran · Yazd · Zanjan